# Podnoszenie ciężarów na Letnich Igrzyskach Olimpijskich 1932 – waga piórkowa mężczyzn
Rywalizacja w wadze do 60 kg mężczyzn w podnoszeniu ciężarów na Letnich Igrzyskach Olimpijskich 1932 została rozegrana w dniu 31 lipca 1932 roku. W rywalizacji wystartowało 6 zawodników z 4 krajów.

## Wyniki
| Pozycja | Zawodnik         | Reprezentacja     | Wyciskanie | Wyciskanie | Wyciskanie | Wyciskanie | Rwanie | Rwanie | Rwanie | Rwanie | Podrzut | Podrzut | Podrzut | Podrzut | Wynik |
| Pozycja | Zawodnik         | Reprezentacja     | 1          | 2          | 3          | Wynik      | 1      | 2      | 3      | Wynik  | 1       | 2       | 3       | Wynik   | Wynik |
| ------- | ---------------- | ----------------- | ---------- | ---------- | ---------- | ---------- | ------ | ------ | ------ | ------ | ------- | ------- | ------- | ------- | ----- |
| 1. !    | Raymond Suvigny  | Francja           | 75         | 80         | 82,5       | 82,5       | 80,0   | 85,0   | 87,5   | 87,5   | 107,5   | 112,5   | 117,5   | 117,5   | 287,5 |
| 2. !    | Hans Wölpert     | Niemcy            | 80         | 85         | 87,5       | 85         | 80,0   | 85,0   | 87,5   | 87,5   | 105,0   | 110,0   | 110,0   | 110,0   | 282,5 |
| 3. !    | Anthony Terlazzo | Stany Zjednoczone | 77,5       | 82,5       | 85         | 82,5       | 80,0   | 85,0   | 87,5   | 85,0   | 107,5   | 112,5   | 117,5   | 112,5   | 280,0 |
| 4.      | Helmut Schäfer   | Niemcy            | 72,5       | 77,5       | 80         | 77,5       | 77,5   | 82,5   | 85     | 77,5   | 112,5   | 120,0   | 120,0   | 112,5   | 267,5 |
| 5.      | Attilio Bescapè  | Włochy            | 77,5       | 82,5       | 85         | 82,5       | 77,5   | 82,5   | 82,5   | 77,5   | 102,5   | 102,5   | -       | 102,5   | 262,5 |
| 6.      | Richard Bachtell | Stany Zjednoczone | 70         | 75         | 75         | 70         | 75,0   | 80,0   | 82,5   | 80     | 102,5   | 107,5   | 107,5   | 102,5   | 252,5 |